# Жан-Бернар Ремон
Жан-Бернар Ремон (фр. Jean - Bernard Raimond); 6 лютого 1926, Париж, Франція — 7 березня 2016, Нейї-сюр-Сен) — французький дипломат, консервативний державний і політичний діяч.

## Біографія
Народився 6 лютого 1926 року в Парижі. Закінчив Паризьку вищу нормальну школу в Парижі.
У 1951 році захистив дисертацію на вищу викладацьку ступінь в середній школі — агреже по літературі. У 1956 закінчив Національну школу адміністрації при прем'єр-міністрові Франції, випуск імені Гі Дебоса (1956)

### Дипломатична діяльність
З 1951 року по 1953 рік — працював в Національному центрі наукових досліджень.
З 1956 року по 1966 рік — після закінчення ЕНА працював в центральному апараті Міністерства закордонних справ Франції: в Департаменті з політичних питань.
З 1958 року по 1967 рік — одночасно викладав в Інституті політичних досліджень в Парижі.
У 1967 році — заступник Директора у справах Європи МЗС Франції, а потім заступник директора кабінету (робочого апарату) міністра закордонних справ Моріса Кув де Мюрвіля.
З 1968 року по 1969 рік — після призначення Моріса Кув де Мюрвіля на посаду прем'єр-міністра Франції переходить в його розпорядження на посаду технічного радника в кабінеті (робочому апараті).
У 1969 році — чиновник з особливих доручень в апараті Президента Французької Республіки, а з 1970 року по 1973 — технічний радник в Генеральному секретаріаті Жоржа Помпиду.
У 1972 році отримав дипломатичний ранг Повноважного міністра.
З 1973 по 1977 рр. — Надзвичайний і повноважний посол Франції в Марокко.
З 1977 по 1978 рр. — працював у центральному апараті МЗС Франції: директор у справах Північної Африки і Близького Сходу.
У 1978 році — директор кабінету міністра закордонних справ Луї де Гіренго.
З 1979 по 1981 рр. — генеральний директор МЗС Франції з культурних, наукових і технічних стосунків.
З 1982 по 1984 рр. — Надзвичайний і повноважний Посол Франції в ПНР.
З 1985 по 1986 рр. — Надзвичайний і Повноважний Посол Франції в СРСР і в Монголії за сумісництвом.
З 1986 по 1988 рр. — Міністр закордонних справ Франції.
З 1988 по 1991 рр. — Надзвичайний і повноважний Посол Франції при Святому Престолі.
У 1991 році на засіданні ради міністрів Франції декретом президента республіки за уявленням міністра закордонних справ зведений в особлива особиста гідність Посла Франції (довічно). Входив до складу французьких делегацій на Генеральній асамблеї ООН.
13 листопада 1992 року призначався до складу державної Комісії з публікації французьких дипломатичних документів

### Політична і громадська діяльність
З 1993 по 1997 рр. і з 1997 року по 2002 рік — депутат Національних зборів Франції (представник від Буш-дю-Рона в Екс-ан-Провансі).
З 1993 року по 2002 рік — член делегації Національних зборів в Європейському союзі.
З 1997 року по 2002 рік — заступник голови Комісії із закордонних справ Національних зборів Франції.
Жан-Бернар Ремон дуже активний у франко-марроканських стосунках, член безлічі двосторонніх комітетів дружби, бере участь в неурядових міжнародних колоквіумах, написав декілька книг.
Є президентом асоціації «Франція — Італія», Асоціації друзів Жана Жіроду, засновником і президентом Французької асоціації друзів РФ (SOFARUS).

## Почесні звання та нагороди
- Офіцер ордена Почесного легіону,
- Командор ордена «За заслуги»,
- Кавалер ордена Академічних пальм
- Кавалер Великого хреста ордена Алауїтського трону (Марокко)
- Кавалер Великого хреста ордена святого Пія IX (Ватикан).

## Родина
- Батько — Анрі Ремон (фр. Henri Raimond), інженер[2]
- Мати — Аліса Оберті (фр. Alice Auberty)
- Дружина — Моніка Шабанель (фр. Monique Chabanel)